# Adarnase III de Iberia
Adarnase III (en georgiano: ადარნასე III), de la dinastía nersianida fue un príncipe presidente de de Iberia (Kartli, Georgia oriental) de c. 748 a 760. 
Adarnase era hijo del príncipe Nerse I Nersiani y su mujer, tercera hija de Mirian de Kajetia.
Originalmente un duque hereditario (eristavi) de Shida Kartli,  parece haber sucedido al gobernante Guaramida Guaram III de cuyo hijo estaba casado con una hija de Adarnase. Fue sucedido por su hijo, Nerse.  
El título de curopalates de Adarnase atestigua al grado de influencia bizantina en Georgia incluso aunque continuara la suzeranía del Califato suzerainty continuó.